# Бахтеяров-Ростовский, Пётр Владимирович
Князь Пётр Владимирович Бахтеяров-Ростовский (ум. 1618) — воевода в Смутное время и во времена правления Михаила Фёдоровича.
Из княжеского рода Бахтеяровы-Ростовские. Старший сын боярина и князя Владимира Ивановича Бахтеярова-Ростовского. Имел сестру, княжну Фетинью Владимировну в 1651 году мамка царевны Евдокии Алексеевны, замужем за бояриным и князем Юрием Андреевичем Сицким.

## Биография
Принимал активное участие в первом народном ополчении Прокопия Петровича Ляпунова. В 1611 году послан вторым воеводой войск против идущих к Рязани отрядов поляков и на пути к городу принял с ними бой. В 1614-1616 годах воевода в Арзамасе. В 1617 году упомянут стольником. В 1618 году воевода в Свияжске.
Умер в 1618 году и погребён в Троице-Сергиевом монастыре, о чём свидетельствовала надгробная надпись: "Князь Пётр Владимирович Бахтеяров-Ростовский представился 127 (1618) сентября в 5 день".
По родословной росписи показан бездетным.

## Владения
В Судном вотчинном деле поданном в Патриарший разрядный приказ от князя Ю.А. Сицкого 06 июля 1624 года, в связи с его тяжбой с княгиней Автодьей Петровной, вдовой князя Петра Владимировича, о наследстве после князя Петра Владимировича (приходившегося Ю.А. Сицкому шуриным), сохранились сведения о его родовых вотчинах, доставшихся от отца: сёла — Никольское (Слободка Никольское), Приимково, Гвоздево, и деревни — Семь Братов (Семибратово) Ростовского уезда. Данные вотчины были отняты в 1565 году при опале его деда при правлении Ивана Грозного после ссылки в Казань  и возвращены в 1613 году.